# Kaginawa

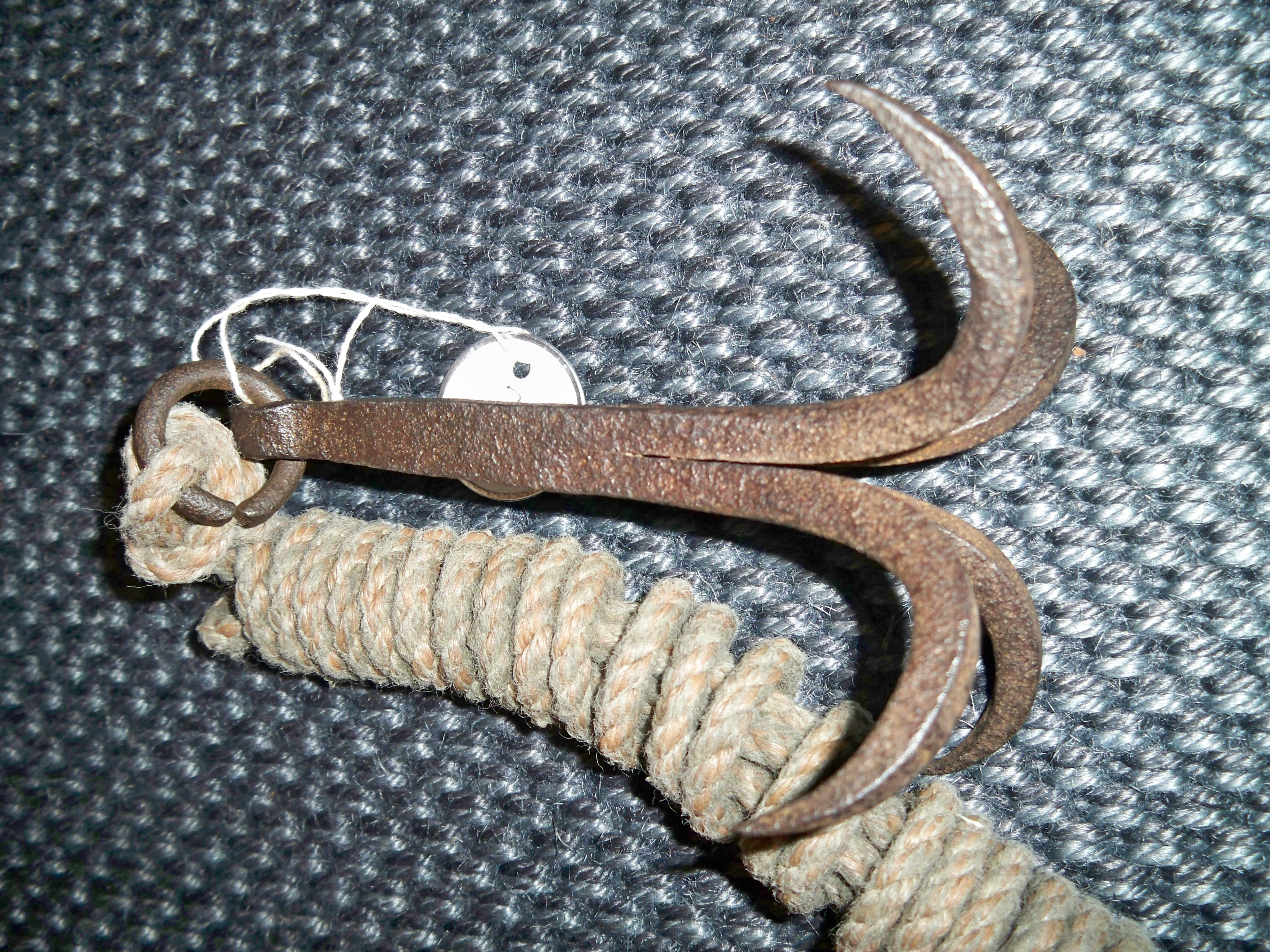
Un kaginawa

Un kaginawa (鈎縄/鉤縄) és la combinació de les paraules kagi que significa ganxo i nawa que significa corda. El kaginawa és un tipus de ganxo que s'utilitza com a eina al Japó feudal per la classe samurai, els seus criats, soldats de peu i, segons es diu, pels ninja. El kaginawa té diverses configuracions, d'un a quatre ganxos. El kagi estaria unit a un nawa de longitud variable; llavors es pot utilitzar per escalar una paret bastant gran, per assegurar un vaixell o per penjar armadures i altres equips durant la nit. Els kaginawa s'utilitzaven regularment durant diversos setges de castells. El nawa estava unit a un anell en un extrem que es podia utilitzar per penjar-lo d'una cadira.